# Tavda (rivière)
Pour les articles homonymes, voir Tavda (homonymie).
La Tavda (en russe : Тавда) est une rivière de Russie et un affluent de la Tobol, dans le bassin hydrographique de l'Ob.

## Géographie
La Tavda arrose les oblasts de Sverdlovsk et de Tioumen. Elle est formée par la confluence de la Lozva et de la Sosva. Longue de 719 km, la Tavda draine un bassin de 88 100 km2. Le débit instantané maximal observé a été de 3 250 m3/s. 

## Affluents
- La Lozva (constituant gauche de la Tavda)
  - L' Ivdel (rive droite)
- La Sosva (constituant droit de la Tavda)
  - Le Vagran
  - La Lialia
    - La Lobva
- Le Pelym (rive gauche)

Son principal affluent est le Pelym.

## Villes traversées
Tavda est la seule ville notable arrosée par la rivière.

## Gel et navigabilité
En règle générale, la Tavda gèle du début novembre jusqu'à fin avril.
En dehors de l'hiver, la Tavda est navigable et utilisée pour le flottage du bois.

## Hydrométrie - Les débits à Nijniaïa Tavda
Le débit de la Tavda a été observé pendant 27 ans (1965-1989) à Nijniaïa Tavda, localité située à 123 kilomètres de son confluent avec la Tobol, et 70 kilomètres en aval de la ville de Tavda. 
Le débit inter annuel moyen ou module observé à Nijniaïa Tavda sur cette période était de 427 m3/s pour une surface prise en compte de 86 100 km2, soit plus ou moins 97,5 % du bassin versant total de la rivière qui en compte 88 100.
La lame d'eau écoulée dans cette partie du bassin atteint ainsi le chiffre de 156 millimètres par an, ce qui peut être considéré comme satisfaisant dans le contexte du bassin de la Tobol, caractérisé par un écoulement assez médiocre. La Tavda fournit nettement plus de la moitié du débit de la Tobol, sur un bassin versant cinq fois moindre.
Le débit moyen mensuel observé en mars (minimum d'étiage) est de 65,4 m3/s, soit à peine 5 % du débit moyen du mois de juin (1 202 m3/s), ce qui souligne l'amplitude importante des variations saisonnières. Sur la durée d'observation de 27 ans, le débit mensuel minimal a été de 26,1 m3/s (février 1977), tandis que le débit mensuel maximal s'élevait à 2 090 m3/s en juin 1987.
En ce qui concerne la période estivale, la seule utile car libre de glaces (de mai à septembre inclus), le débit mensuel minimum observé a été de 112 m3/s en septembre 1982.